# Коли (Мачерата)
Коли (итал. Colli) насеље је у Италији у округу Мачерата, региону Марке.
Према процени из 2011. у насељу је живело 32 становника. Насеље се налази на надморској висини од 507 м.